# Cudakowa Polana
Cudakowa Polana – niewielka polana reglowa w Dolinie Kościeliskiej w Tatrach Zachodnich, położona na wysokości 952 m n.p.m. Znajduje się w odległości ok. 1,3 km od wylotu doliny w Kirach, tuż za dużą polaną z bacówką (Wyżnią Kirą Miętusią) i za mostkiem (jest to pierwszy mostek na Kościeliskim Potoku). Dawniej obydwie te polany wchodziły w skład Hali Miętusiej, później zostały wyłączone w polany samodzielne. Przez środek polany przebiega droga, jej wschodnim skrajem płynie Kościeliski Potok. Ta część polany zarosła już lasem. Wzdłuż drogi rośnie kilkanaście zasadzonych jaworów, a na polanie po zachodniej stronie drogi rząd świerków. Po zachodniej stronie wznosi się Zadnia Kopka, na wierzchołku której drzewa wyłamane zostały przez wiatr. Tuż za Cudakową Polaną znajduje się polana Stare Kościeliska.
W 1955 polana miała powierzchnię 2,564 ha. Po włączeniu jej do Tatrzańskiego Parku Narodowego zniesiono wypas i koszenie, w wyniku czego część polany zarosła lasem i zaroślami. W 2004 jej powierzchnia zmniejszyła się przez to o 22,29%. W latach 80. ponownie wprowadzono na niej tzw. wypas kulturowy, co ograniczy dalsze jej zarastanie lasem.

## Szlaki turystyczne
Kiry – Dolina Kościeliska – schroniska na Hali Ornak.
- Czas przejścia z Kir na Cudakową Polanę: 20 min w obie strony
- Czas przejścia z polany do schroniska: 1:15 h, ↓ 1:10 h

 Ścieżka nad Reglami z Przysłopu Miętusiego do Doliny Kościeliskiej, biegnąca od mostku krótko dnem doliny i odchodząca dalej na zachód przez Przysłop Kominiarski na Niżnią Polanę Kominiarską i do Doliny Chochołowskiej.
- Czas przejścia z Przysłopu Miętusiego na polanę: 40 min, ↑ 50 min
- Czas przejścia z Cudakowej Polany na Niżnią Kominiarską Polanę: 40 min, ↓ 30 min

 odchodzący przed mostkiem na lewo (wschód), biegnący krótko razem ze szlakiem czarnym i prowadzący dalej przez Adamicę, polanę Upłaz i Chudą Przełączkę na Ciemniak w Czerwonych Wierchach. Czas przejścia z polany na Ciemniak: 3:25 h, ↓ 2:30 h.

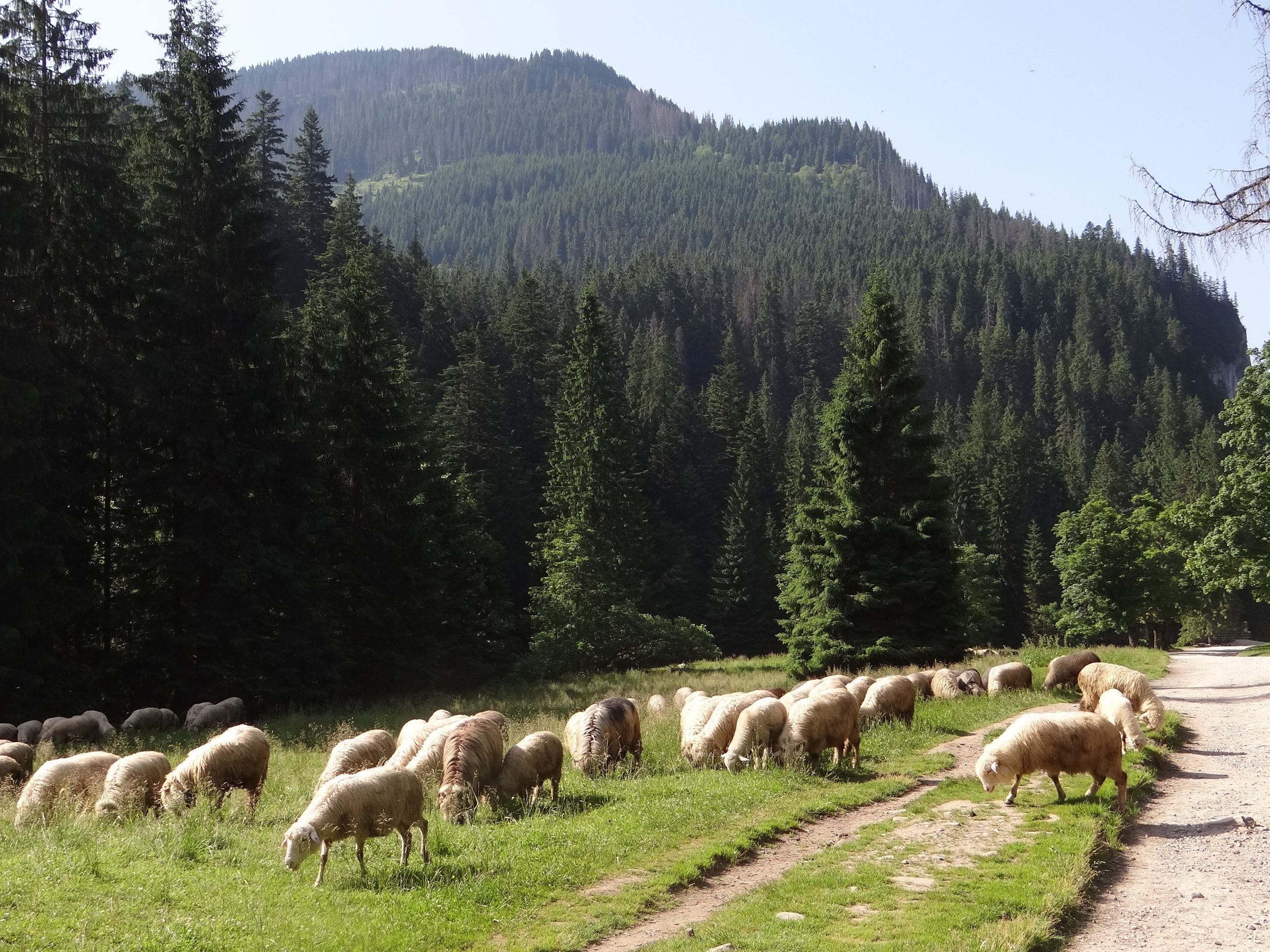
Cudakowa Polana i widok na Wysranki